# Walram I van Nassau
Walram I van Nassau (ca. 1146 – 1 februari 1198), Duits: Walram I. Graf von Nassau, ook bekend als Walram I van Laurenburg (Walram I. Graf von Laurenburg), was graaf van Nassau en is de oudste Nassau van wiens stamvaderschap men absoluut zeker is. Hij wist tijdens zijn regering zijn grondgebied aanzienlijk uit te breiden. Hij nam deel aan de Derde Kruistocht.

## Biografie

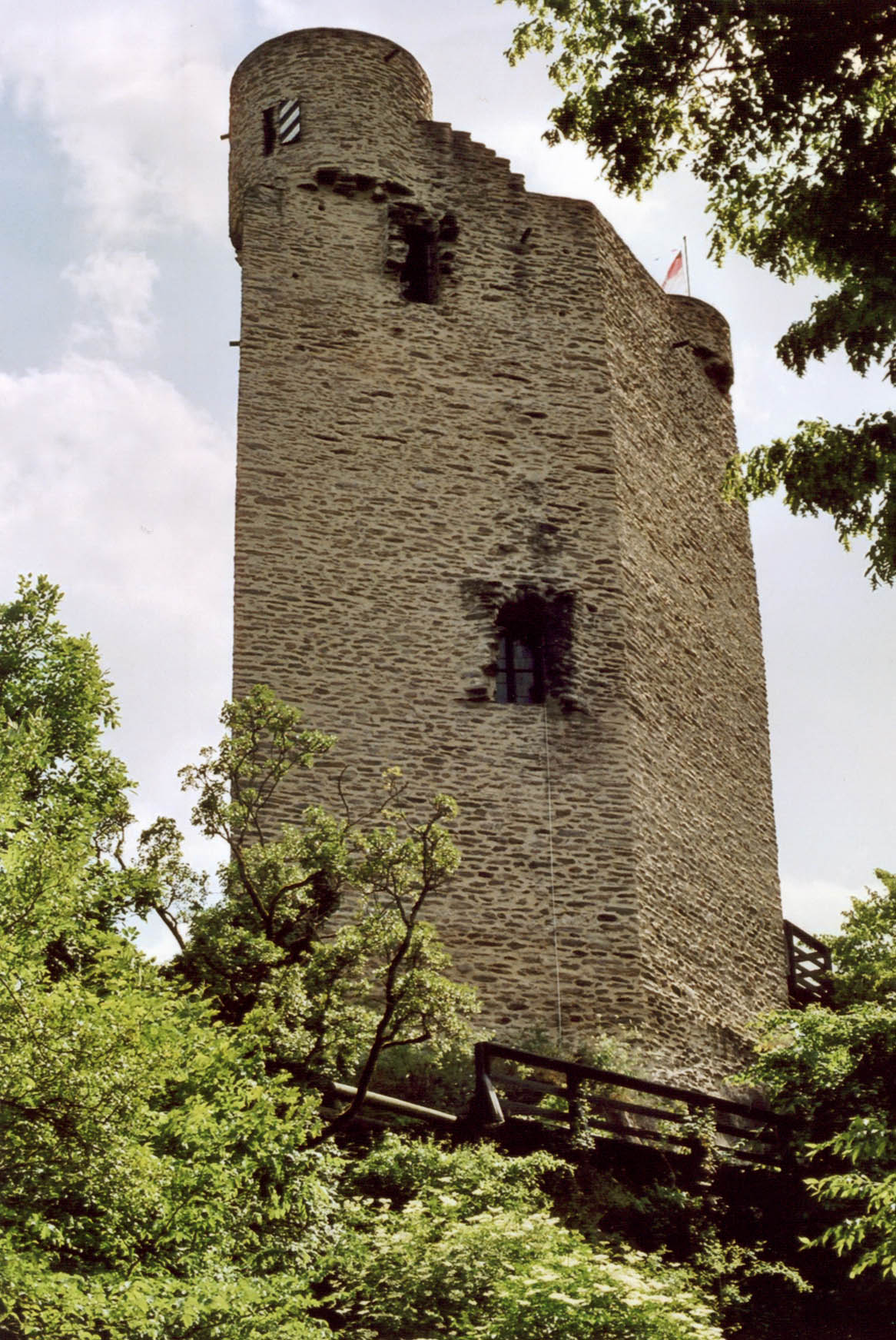
De Burcht Laurenburg

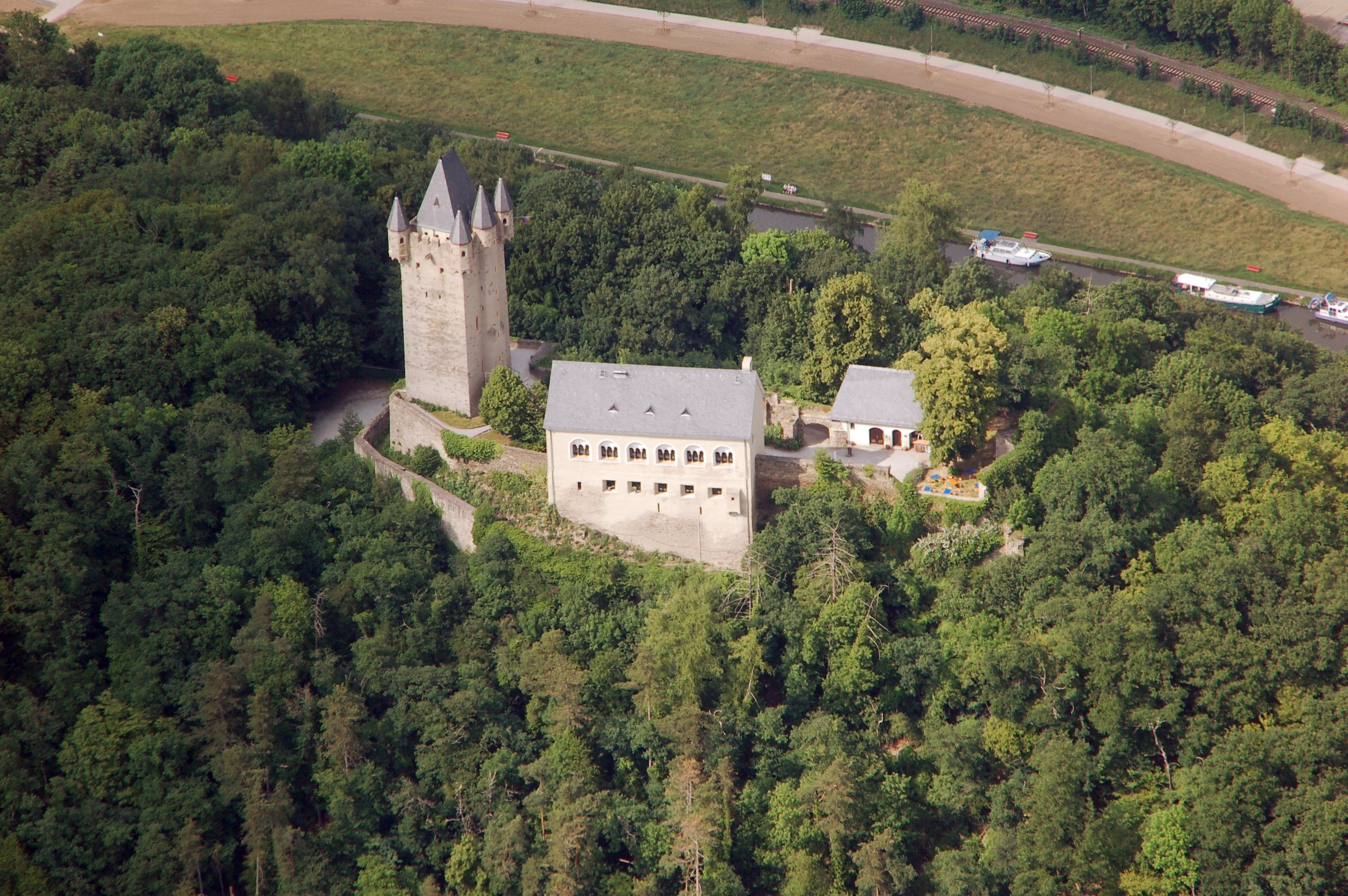
De Burcht Nassau

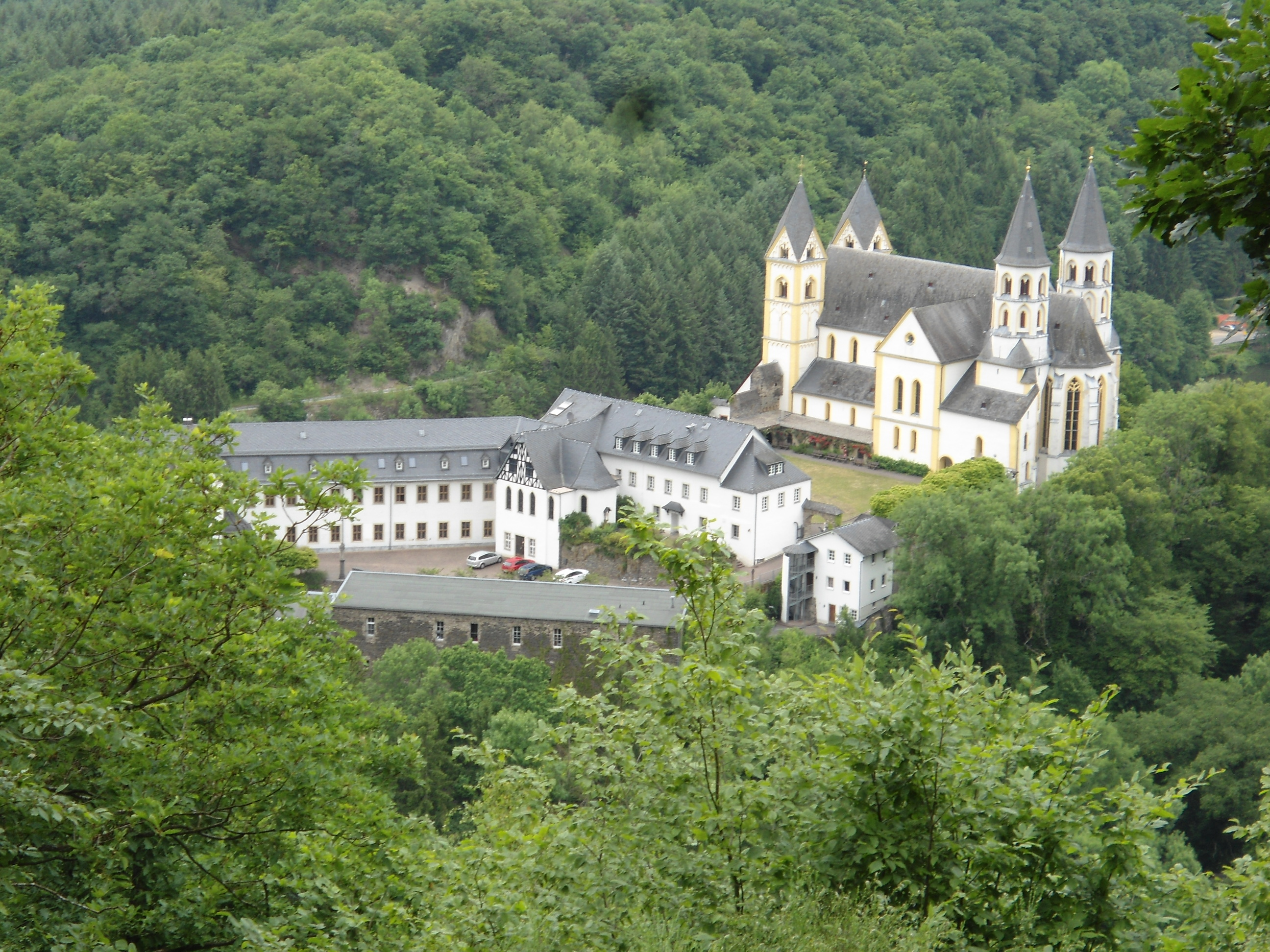
Klooster Arnstein

Walram was waarschijnlijk een zoon van graaf Rupert II van Laurenburg en een onbekend gebleven vrouw. Mogelijk heette zijn moeder Beatrix, onzeker is of die vermelding niet ‘grootmoeder’ had moeten luiden (namelijk Beatrix van Limburg, een dochter van graaf Walram II ‘de Heiden’ van Limburg).
Walram wordt tussen 1176 en 1191 vermeld als graaf van Laurenburg en daarna, vanaf 1193, als graaf van Nassau. Hij lijkt zijn residentie eerst te hebben gehad op de Burcht Laurenburg, daarom voerde hij aanvankelijk de naam graaf van Laurenburg, terwijl in zijn huis de naam Nassau allang werd gebruikt. Nog in 1198 zegelde zijn weduwe met het zegel van Walram van Laurenburg. Walram regeerde samen met zijn neef Rupert III, en later met diens zoon Herman, die hij uiteindelijk opvolgde.

### Uitbreiding van grondgebied
Walram verwierf de Herborner Mark, de Kalenberger Zent (inclusief Mengerskirchen, Beilstein en Nenderoth, de laatste twee onderdeel van Greifenstein), en het Gericht Heimau (inclusief Driedorf en Löhnberg) als een leengoed van het landgraafschap Thüringen. Zodoende wist Walram een verbinding te maken tussen de familiebezittingen de voogdij van Weilburg (met zijn talrijke eigendommen en heerlijke rechten in het Westerwald en het gebied van de rivier de Dill), de burchten Laurenburg en Nassau aan de rivier de Lahn, en de voogdij in het Siegerland (de streek rond de stad Siegen). In dezelfde periode kan ook de heerlijkheid Westerwald zijn aangebracht (inclusief Marienberg, Neukirch en Emmerichenhain, nu onderdeel van Rennerod). Walram kocht ook de voogdijen van Koblenz en Ems.
Ten zuiden van zijn bezittingen nam Walram de gedeeltelijke heerschappij van de Einrichgau over, later het Vierherrengericht genaamd, met zijn belangrijkste stad Marienfels. Die stad was een deel geweest van het voormalige graafschap Arnstein. De laatste graaf van Arnstein, Lodewijk III, had geen erfgenaam en had de Burcht Arnstein omgezet in een klooster: Klooster Arnstein. Bij zijn eigen intrede in het klooster in 1139/40, had Lodewijk de controle over Marienfels overgedragen aan zijn neef Reginbold van Isenburg. In 1160 verkocht Reginbold het aan zijn neven, de graven van Nassau en de graven van Katzenelnbogen. De graven van Nassau konden een deel van de erfenis opeisen door het huwelijk van hun voorvader Dudo van Laurenburg met een van de zeven dochters van graaf Lodewijk I van Arnstein.
Walram raakte in 1179 verbonden met keizer Frederik I ‘Barbarossa’ bij de Vrede van het Rijnland. Hij plaatste zijn land onder de directe suzereiniteit van de Duitse koning, in plaats van vazal van de aartsbisschop van Trier te blijven. Hij zou een trouw aanhanger van de Hohenstaufen blijven. Walrams nauwe banden met het keizerlijke huis werden beloond met de Koningshof Wiesbaden. Tezelfdertijd ontving hij ook het jachtrecht in de bossen van de Rheingau (een leengoed van het aartsbisdom Mainz), zodat zijn heerschappij zich over de Taunus uitstrekte, zuidwaarts tot de Midden-Rijn.
Walram had voortdurende vetes met de naburige huizen van Eppstein, Solms en Katzenelnbogen.

### Derde Kruistocht
Walram nam, samen met zijn neef Rupert III, deel aan de Derde Kruistocht onder keizer Frederik I ‘Barbarossa’. Waarschijnlijk heeft Walram op de Hofdag van Mainz op 27 maart 1188 met de keizer het kruis opgenomen. Aan het begin van de tocht werd hem een belangrijke taak opgedragen. Met zijn neef Rupert en graaf Hendrik van Diez vormde hij de begeleiding van de in het najaar van 1188 als gezant naar keizer Isaäk II Angelos afgevaardigde bisschop Herman II van Münster. De delegatie kwam wel in Constantinopel aan, maar werd hier door de Byzantijnse keizer slecht behandeld en in slechte omstandigheden gevangen gehouden. Ze werden eerst verlost bij het naderen van het kruisleger. Op 28 oktober 1189 sloten Walram en zijn lotgenoten zich bij Philippopel weer bij het kruisleger aan. Vanaf die dag verdwijnt hij uit het kruisleger. De veronderstelling dat hij aanwezig was bij de oprichting van de Duitse Orde in Akko is, voor zover bekend over het verloop daarvan, niet houdbaar. Evenmin is er voldoende bewijs dat hij op dat moment, in strijd met zijn kruistochtgelofte, het kruisleger heeft achtergelaten. Het is zeker dat in 1190, voordat het nieuws van de dood van de keizer in Duitsland arriveerde, Walram getuige was in een te Keulen opgestelde oorkonde van aartsbisschop Filips I van Keulen.

### Laatste jaren
Er is weinig bekend over de daaropvolgende jaren van Walram. Hij wordt soms als getuige vermeld, ook in keizerlijke oorkonden, maar over het algemeen lijkt hij ver van de keizer afgestaan te hebben en aan diens militaire activiteiten niet deelgenomen te hebben. Walram sloot op 6 november 1195, na bemiddeling en goedkeuring van keizer Hendrik VI, met bisschop Hendrik I van Worms het voor zijn huis belangrijke verdrag waarin de wederzijdse rechten – de heerlijke rechten van de bisschop en de voogdijrechten van de graaf – op het slot, de stad en de heerlijkheid Weilburg vastgelegd werden. Slot en heerlijkheid Weilburg verschijnen hier voor de eerste keer als bezit van het Huis Nassau. In de jaren na het verdrag van 6 november 1195 schijnt Walram aan het keizerlijke hof verbleven te hebben, zo nam hij deel aan de Rijksdag van Worms, waar de keizer over een nieuwe kruistocht onderhandelde. Het staat vast dat Walram aan de tocht van het Duitse leger in 1197 niet deelnam, meerdere vermeldingen als getuige in oorkonden bewijzen dat hij het vaderland niet verliet.

Walram overleed op 1 februari 1198 en werd begraven in Klooster Arnstein. Hij werd opgevolgd door zijn zoons Hendrik II en Rupert IV.

## Huwelijk en kinderen
Walram huwde met een zekere Kunigunde († 8 november in of na 1198, laatst vermeld op 20 maart 1198), mogelijk een dochter van een graaf van Spanheim of een dochter van graaf Poppo II van Ziegenhain.

Uit dit huwelijk werden geboren:
1. Hendrik II ‘de Rijke’ (ca. 1180 – 26 april 1247/48/49/50), vermeld als graaf van Nassau 1198–1247.
2. Rupert IV († na 1 januari 1239), vermeld als graaf van Nassau 1198–1230.
3. Beatrix, in 1222 vermeld als non in Klooster Aftholderbach bij Nastätten.

## Voorouders
| Voorouders van Walram I van Nassau | Voorouders van Walram I van Nassau                                           | Voorouders van Walram I van Nassau                                           | Voorouders van Walram I van Nassau                                                         | Voorouders van Walram I van Nassau                                                         | Voorouders van Walram I van Nassau            | Voorouders van Walram I van Nassau            | Voorouders van Walram I van Nassau            | Voorouders van Walram I van Nassau            |
| ---------------------------------- | ---------------------------------------------------------------------------- | ---------------------------------------------------------------------------- | ------------------------------------------------------------------------------------------ | ------------------------------------------------------------------------------------------ | --------------------------------------------- | --------------------------------------------- | --------------------------------------------- | --------------------------------------------- |
| Betovergrootouders                 | Rupert van Laurenburg (?–?) ⚭ ? (?–?)                                        | Lodewijk I van Arnstein (?–?) ⚭ ? (?–?)                                      | Hendrik I van Limburg (ca. 1060–1119) ⚭ Adelheid van Botenstein (?–na 1107)                | Gerhard I van Gelre (?–1129/31) ⚭ ? (?–?)                                                  | ? (?–?) ⚭ ? (?–?)                             | ? (?–?) ⚭ ? (?–?)                             | ? (?–?) ⚭ ? (?–?)                             | ? (?–?) ⚭ ? (?–?)                             |
| Overgrootouders                    | Dudo van Laurenburg (?–vóór 1124) ⚭ ... van Arnstein (?–?)                   | Dudo van Laurenburg (?–vóór 1124) ⚭ ... van Arnstein (?–?)                   | Walram II ‘de Heiden’ van Limburg (1080/85–1139) ⚭ 1107/10 Jutta van Gelre (ca. 1087–1151) | Walram II ‘de Heiden’ van Limburg (1080/85–1139) ⚭ 1107/10 Jutta van Gelre (ca. 1087–1151) | ? (?–?) ⚭ ? (?–?)                             | ? (?–?) ⚭ ? (?–?)                             | ? (?–?) ⚭ ? (?–?)                             | ? (?–?) ⚭ ? (?–?)                             |
| Grootouders                        | Rupert I van Laurenburg (?–1154) ⚭ vóór 1135 Beatrix van Limburg (?–na 1164) | Rupert I van Laurenburg (?–1154) ⚭ vóór 1135 Beatrix van Limburg (?–na 1164) | Rupert I van Laurenburg (?–1154) ⚭ vóór 1135 Beatrix van Limburg (?–na 1164)               | Rupert I van Laurenburg (?–1154) ⚭ vóór 1135 Beatrix van Limburg (?–na 1164)               | ? (?–?) ⚭ ? (?–?)                             | ? (?–?) ⚭ ? (?–?)                             | ? (?–?) ⚭ ? (?–?)                             | ? (?–?) ⚭ ? (?–?)                             |
| Ouders                             | Rupert II van Laurenburg ? (?–1158) ⚭ ? (?–?)                                | Rupert II van Laurenburg ? (?–1158) ⚭ ? (?–?)                                | Rupert II van Laurenburg ? (?–1158) ⚭ ? (?–?)                                              | Rupert II van Laurenburg ? (?–1158) ⚭ ? (?–?)                                              | Rupert II van Laurenburg ? (?–1158) ⚭ ? (?–?) | Rupert II van Laurenburg ? (?–1158) ⚭ ? (?–?) | Rupert II van Laurenburg ? (?–1158) ⚭ ? (?–?) | Rupert II van Laurenburg ? (?–1158) ⚭ ? (?–?) |